# Boża Wola (Legionowo)
Pour les articles homonymes, voir Boża Wola.
Boża Wola (prononciation : [ˈbɔʐa ˈvɔla]) est un village polonais de la gmina de Jabłonna dans le powiat de Legionowo de la voïvodie de Mazovie dans le centre-est de la Pologne.
Il se situe à environ 12 kilomètres au nord-ouest de Jabłonna (siège de la gmina), 11 kilomètres à l'ouest de Legionowo (siège du powiat) et à 28 kilomètres au nord-ouest de Varsovie (capitale de la Pologne).
Le village possède une population de 306 habitants en 2011.

## Histoire
De 1975 à 1998, le village appartenait administrativement à la voïvodie de Varsovie.